# José Bové

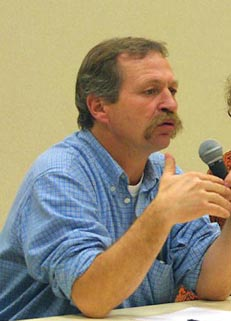
José Bové

José Bové (* 11. června 1953, Talence) je francouzský politik, zemědělec, odborář, alterglobalizační aktivista, mluvčí zemědělské mezinárodní organizace Via Campesina.

## Biografie
Již od mládí se angažoval na radikální levici, během studií se sblížil s anarchistickým a pacifistickým hnutím, po škole odmítl narukovat na vojnu a odjel z Francie. V roce 1976 se zapojil do hnutí bojujícího proti zřízení vojenské základny v zemědělské oblasti Larzac. Během blokád se sblížil s protestujícími zemědělci a rozhodl se stát rovněž farmářem, začal chovat ovce a vyrábět známý sýr Roquefort. V roce 1987 založil Confédération Paysanne, zemědělské odborové hnutí, které bojuje především za ekologické zemědělství a proti geneticky modifikovaným potravinám. Je rovněž člen anarchistické Alternative libertaire, podílel se též na některých akcích Greenpeace, byl například na palubě Rainbow Warrior při protestu Greenpeace proti atomovým zkouškám v Tichém oceánu v roce 1995. Pod palbu kritiky se jeho Confédération Paysanne dostala především v roce 1999, kdy zorganizovala protest, během nějž byla zdevastována pobočka fast foodu McDonald's v Millau, v rámci kritiky užívání hormonů při produkci masa touto společností a omezení dovozu Roquefortu do USA. Bové jako organizátor násilného protestu následně strávil 44 dní ve vězení.
Poté se připojil k anti-globalizačnímu hnutí, účastnil se například protestů proti WTO v Seattlu v roce 1999. V roce 2002 se zapojil do propalestinského hnutí, v rámci čehož sáhl k asi nejvíce kritizovaným svým slovům, když obvinil izraelskou tajnou službu Mossad, že organizovala útoky na synagogy ve Francii. Roku 2005 vedl kampaň proti Smlouvě o Ústavě pro Evropu. V roce 2007 neúspěšně kandidoval na francouzského prezidenta, v roce 2009 byl zvolen do Evropského parlamentu za Europe Écologie Daniela Cohn-Bendita. Bude znovu kandidovat ve volbách v roce 2014, v zelených primárkách se uchází o pozici jednoho ze dvou volebních lídrů strany.

## Fotogalerie

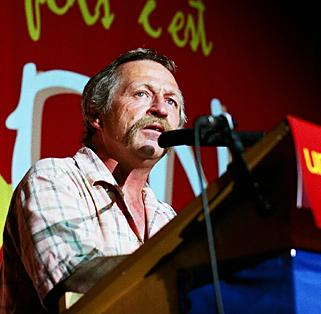
José Bóvé
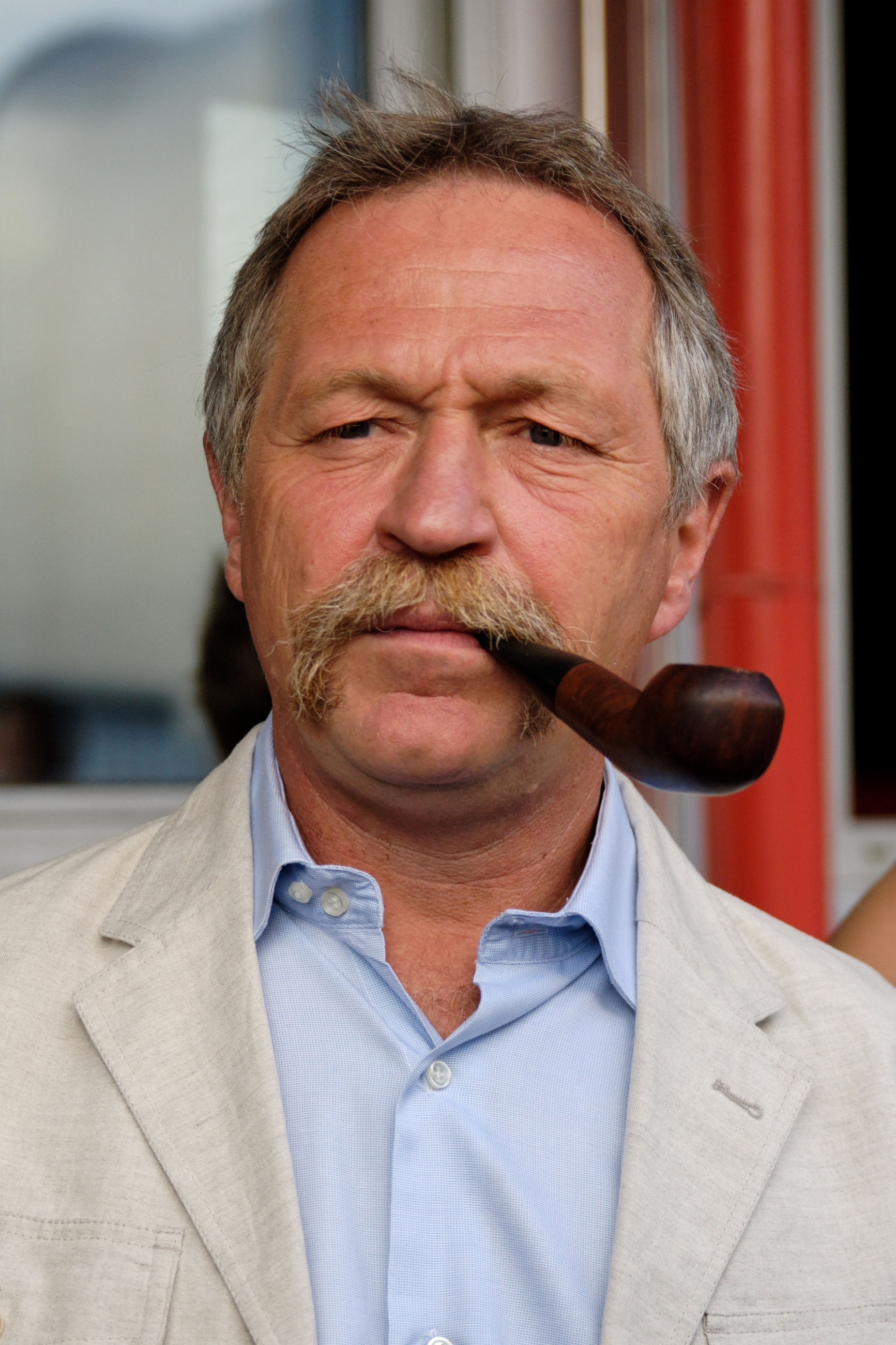
José Bóvé
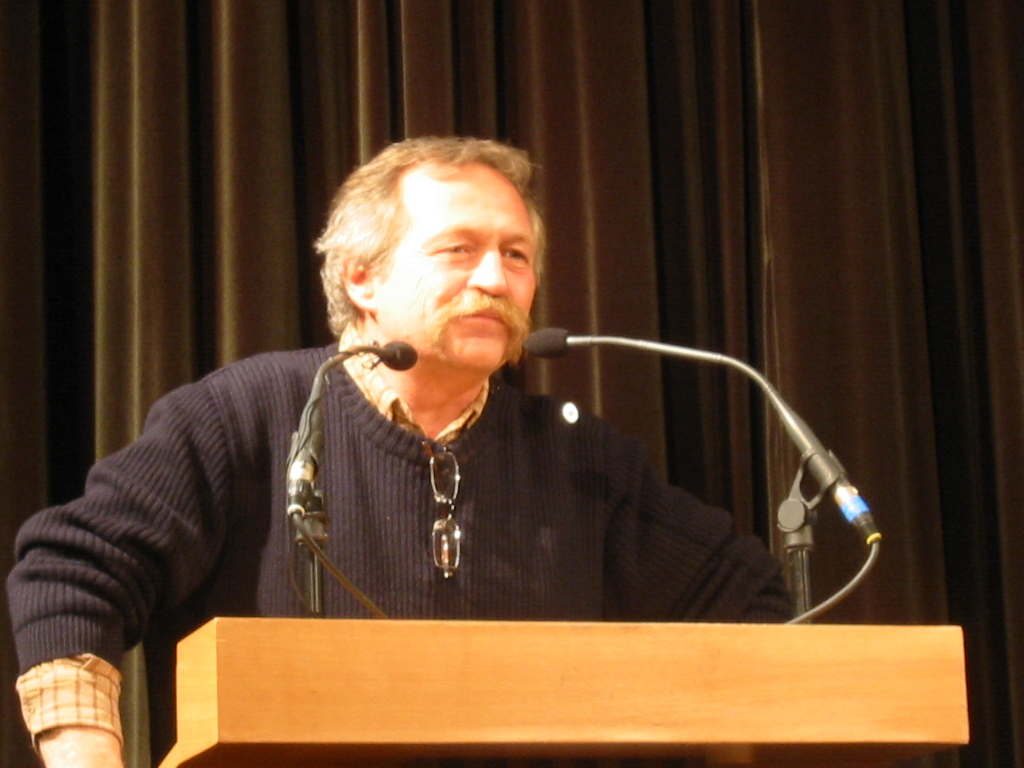
José Bóvé